# Nikon Coolpix 885
 (juin 2013).
Si vous disposez d'ouvrages ou d'articles de référence ou si vous connaissez des sites web de qualité traitant du thème abordé ici, merci de compléter l'article en donnant les références utiles à sa vérifiabilité et en les liant à la section « Notes et références ».
Le Nikon Coolpix 885 est un appareil photographique numérique de type compact fabriqué par Nikon de la série de Nikon Coolpix.

## Description
Commercialisé en octobre 2001, le 885 est un appareil de dimensions réduites: 9,5 x 5,2 x 6,9 cm qui possède une définition de 3,2 mégapixels et est équipé d'un zoom optique de 3x.

Sa portée minimum de la mise au point est de 40 cm mais ramenée à 4 cm en mode macro.

L'appareil possède des modes d'exposition Auto et M et son automatisme gère 12 Scènes pré-programmés afin de faciliter les prises de vues (Sable/neige, Coucher de soleil/clair de lune, paysage, portrait, portrait de nuit, feux d'artifice, musée, nocturne, macro, fête/intérieur, reproduction).

L’ajustement de l'exposition est automatique et permet également un mode manuel avec un ajustement dans une fourchette de ±2.0 par paliers de 0,33 EV.

La balance des blancs se fait de manière automatique, mais également semi-manuel avec des 5 options pré-réglées (fin, lumière incandescent, tubes fluorescents, trouble, éclair).

Son flash incorporé a une portée effective de 0,4 à 3,7 en grand-angle et 0,4 à 2,3 m en téléobjectif et dispose de la fonction atténuation des yeux rouges.

La fonction "BSS" sélectionne parmi une séquence de dix prises de vues successives, l'image la mieux exposée et l'enregistre automatiquement.

Son mode Rafale assure 1,6 image par seconde.

Il intègre une fonction de transfert des images vers l'ordinateur en appuyant simplement sur la touche "Transfer".

## Caractéristiques
- Capteur CCD taille 1/1,8 pouce: 3,37 millions de pixels, effective: 3,2 millions de pixels
- Zoom optique: 3x, numérique: 4x
- Distance focale équivalence 35 mm: 38-114 mm
- Ouverture de l'objectif: F/2,8-F/4,9
- Vitesse d'obturation: 8 à 1/1000 seconde
- Sensibilité: Auto et manuel 100 - 200 et 400 ISO
- Stockage: CompactFlash type I - pas de mémoire interne
- Définition image maxi: 2048x1536 au format JPEG et TIFF
- Autres définitions: 1024x768 et 640x480
- Définitions vidéo: 320x240 à 30 images par seconde par séquence de 40 secondes au format QuickTime.
- Connectique: USB type B - sortie vidéo composite
- Écran LCD de 1,5 pouce - matrice active TFT de 110 000 pixels
- Batterie propriétaire rechargeable Lithium-ion type EN-EL1.
- Poids: 231 g - 285 g avec accessoires (batteries-mémoire externe)
- Finition: argent et noir.